# 參議院 (日本)
參議院（日语：／ Sangiin ?）是日本國會的上議院，1947年隨著《日本國憲法》的施行而成立，前身为贵族院。現有248席，议员任期为6年，不實施解散制度，每三年对半数议席进行一次定期改选。其主要功能為批審眾議院通過的法案，具有對國家政策再檢視、反應多樣民意、防止立法草率等特質，因而有「良識之府」的稱呼。

## 沿革
1889年（明治22年）颁布的《大日本帝国宪法》，确立了作为立法机关（作为天皇拥有的立法权的协助机关，该法第5条）的帝国议会的地位，并规定帝国议会由众议院和贵族院两院组成。与全部由民选（公选）议员组成的众议院相对，贵族院由皇族议员、华族议员、敕任议员（帝国学士院会员议员、高额纳税人议员等）等人员构成。
1946年（昭和21年）颁布的《日本国宪法》中，日本立法机关为国会，由众议院和参议院两部分组成。宪法规定，众议院议员和参议院议员（统称“国会议员”）均为“代表全体国民而选出的议员”（该法第43条第1项）。实际上，最初駐日盟軍總司令部（GHQ）提出的宪法修正案（麦克阿瑟草案）中，国会只由众议院一院组成，这是事先预估到日本方面的反弹而故意设置的谈判空间。結果，日本方面代表松本烝治提出强烈反对，要求实行两院制。对此，GHQ以民选议员作为前提条件，同意两院制体系保持不变。由此，参议院得以成立。在第1屆參議院選舉中，不少貴族院議員當選，而主要由他們組成的議會內部派系「綠風會」在眾議院成立初期具有很大的影響力。

## 与众议院的区别
参议院议员的任期为六年，相较众议员的四年任期更长。与随时解散的众议院不同，参议院没有中途解散的制度，而通过三年一度的通常选举改選一半議席进行更换。由于不能如众议院一样通过内阁不信任决议（但可以通过无拘束力的问责决议），参议院与日本内阁的关联程度相对更弱。
在实际运作中，日本法律尽管规定內閣總理大臣（首相）需从国会议员中指定，但過去完全都是由眾議院議員選出，至今尚未从参议员中产生过任何一位首相。
对于内阁总理大臣指名，法律规定由两院共同进行，当两院作出不同决议时，应召开兩院協議會，但即使如此仍无法达成一致意见的，或者参议院在众议院通过决议后一定时间内无法通过决议的，众议院的决议将正式成为国会决议（众议院优越）。这一原则同样适用于财政预算的决议和条约的批准等程序。财政预算一般先在众议院被审议。
在众议院获得通过的法律案如无法在参议院获得相同的表决结果，则众议院可以出席议员的三分之二以上多数票进行再表决，从而成为法律。

## 参议院的构成
与众议院的惯例相同，参议院的议长及副议长不属于任何会派。

### 选举
参议院每隔3年对全体席位的半数进行一次改选。選舉方法分別採用以各都道府县作為選區，每選區選出一至六名議員的選舉區制（複數選區單記不可讓渡投票制），以及以全國為單位選舉的參議院比例區（開放式名單比例代表制，以漢狄法計票）。候選人可以同时參加兩種选举方式，但不能在這兩種方法下同时成为当选人（雙重提名）。

### 席位
在2006年2月时的席位中，以都道府县为单位选举出的议员有146人，以全国为单位的比例代表议员有96人。
由于总席位数242席仅为众议院席位的一半左右，而且每次改选的席位数仅为121。其中比例代表为48席，因此剩余的73席需要分配到47个都道府县选举区，因此容易产生票值不均等的技术性问题。围绕这一问题，经常有人提起违宪诉讼。对此，法院一直做出合宪判决，但也要求尽快解决这一难题。目前这一问题仍未得到根本性解决。
在参议院内，为了解决票值不均等的问题，同时为了对抗参议院废止论的主张，合并选举区的方案以及以地方区块为单位的中选区制方案等改革方案多次被提交审议（参议院改革论）。而日本國會在2015年7月29日通過《公職選舉法》修正案，通過改變以往「一縣一選區」（以一個縣作為一個選區，每次改選中最少改選一席）的作法，將鳥取及島根、德島及高知四縣分別合併成兩個選區，從而嘗試減少各選區間人口差距。而在該修正案中亦規定2019年參議院選舉前，需要就此問題的根本性檢討得出結論。
2019年參議院改選時，埼玉縣選區增至4個席次、比例代表區席次增加到50位。所以2019年改選后參議院全體議員數會變為245位，2022年改選后則變為248位。
| 選區選出 定員148人（改選74+1人） | 148 / 248 |

| 比例代表 定員數100人（改選50人） | 100 / 248 |

### 选举资格
- 选举资格：18岁以上的日本国民。
- 被选举资格：30岁以上的日本国民。

### 任期
參議員任期为6年。每3年改選半数议席。相对于众议院的4年任期，参议院议员任期更长，而且没有任期中的解散。

### 參議院提案要件
| 人數 | 內容 |
| ---- | --- |
| 50人 | 提出修憲法案（國會法68條之2） 修憲法案修正動議（國會法68條之4） |
| 20人 | 提出預算法案（國會法56條1項但書） 在本會議提出預算增額或預算法案修正動議（國會法57條） 在本會議提出預算修正動議（國會法57條之2） 質詢結束動議（參議院規則111條） 討論結束動議（參議院規則120條） 要求釋放會期前遭逮捕議員（國會法34條之3） 要求釋放參議院的緊急集會前遭逮捕議員（國會法100條之5） 議員懲罰動議（國會法121條3項） |
| 10人 | 提出非預算議案（國會法56條1項本文） 在本會議提出非預算增額或非預算法案修正動議（國會法57條） 提出停止公開本會議（國會法62條） 黨首討論之參加要件（僅符合院內交涉團體資格之在野黨領袖） |

## 組織
《国会法》和《参议院规则》中没有规定职务人员的任期，在惯例中往往在每次选举后进行交替更换。此外，议员在就任议长和副议长后，就要脱离会派，成为独立的议员。（2024年11月12日起）

### 议长、副议长
| 职位   | 姓名     | 所属會派（出身會派） |
| ------ | -------- | -------------------- |
| 議長   | 關口昌一 | 自由民主党           |
| 副议长 | 福山哲郎 | 立宪民主党           |

### 事务总长
| 职位     | 姓名     | 前職     |
| -------- | -------- | -------- |
| 事务总长 | 小林史武 | 事務次長 |

### 委员会

#### 参议院常任委员会
| 委員會             | 人數 | 所管 | 委員長     | 委員長的所屬會派       |
| ------------------ | ---- | --- | ---------- | ---------------------- |
| 内阁委员会         | 22   | 內閣及內閣府所管事項（外交防衛委員會、財政金融委員會及經濟產業委員會所管事項除外。） 人事院所管事項 宮內廳所管事項 國家公安委員會所管事項         | 小野田紀美 | 自由民主党             |
| 总务委员会         | 25   | 總務省所管事項（環境委員會所管事項除外。） | 小泽雅仁   | 立宪民主党             |
| 法务委员会         | 21   | 法務省所管事項 裁判所司法行政相關事項 | 谷合正明   | 公明党                 |
| 外交防卫委员会     | 21   | 外務省所管事項 防衛省所管事項 國家安全保障會議所管事項                                                                                            | 宮崎勝     | 公明党                 |
| 財政金融委员会     | 25   | 財務省所管事項（預算委員會與決算委員會所管事項除外。） 金融廳所管事項                                                                             | 宮泽洋一   | 自由民主黨             |
| 文教科学委员会     | 21   | 文部科學省所管事項 | 勝部賢志   | 立宪民主党             |
| 厚生劳动委员会     | 25   | 厚生勞動省所管事項 | 本田显子   | 自由民主党             |
| 农林水产委员会     | 21   | 農林水產省所管事項 | 舞立昇治   | 自由民主党             |
| 经济产业委员会     | 21   | 經濟產業省所管事項 公正取引委員會所管事項 | 礒崎哲史   | 国民民主党             |
| 国土交通委员会     | 25   | 國土交通省所管事項 | 小西洋之   | 立憲民主、社民、無黨籍 |
| 环境委员会         | 21   | 環境省所管事項 公害等調整委員會所管事項 | 青山繁晴   | 自由民主黨             |
| 国家基本政策委员会 | 20   | 國家基本政策相關事項 | 浅田均     | 日本維新會             |
| 預算委员会         | 45   | 預算 | 中西祐介   | 自由民主党             |
| 决算委员会         | 30   | 決算 預備金支出的承諾相關事項 決算調整資金之歲入相關事項 國庫債務負擔行為總記錄 國有財產增減及現額總計算書與無償貸款狀況總計算書 會計檢查相關事項 | 片山皋月   | 自由民主党             |
| 行政监视委员会     | 35   | 行政監視（包含基於此的勸告。與在第74條之5一。樣）相關事項 行政評價相關事項 關於行政的國民陳情相關事項                                             | 芳賀道也   | 国民民主党             |
| 议院运营委员会     | 25   | 議院營運相關事項 國會法及議院規則相關事項 國立國會圖書館相關事項 裁判官彈劾裁判所及裁判官訴追委員會相關事項                                       | 牧野京夫   | 自由民主党             |
| 惩罚委员会         | 10   | 議員懲罰相關事項 | 松田学     | 参政党                 |

#### 参议院特別委员会
| 委員會                                         | 委員長     | 委員長的所属会派 |
| ---------------------------------------------- | ---------- | ---------------- |
| 灾害对策特別委员會                             | 平木大作   | 公明黨           |
| 关于政府开发援助等及冲绳、北方问题的特別委员會 | 牧山弘惠   | 立憲民主黨       |
| 关于政治改革的特別委员會                       | 古川俊治   | 自由民主党       |
| 关于北朝鲜绑架问题等的特別委员會               | 松下新平   | 自由民主党       |
| 关于地方創生及數位社會的形成等的特別委员會     | 山田太郎   | 自由民主党       |
| 消費者問題相關特別委員會                       | 石井章     | 日本維新會       |
| 東日本大地震復興特別委員會                     | 榛葉賀津也 | 国民民主党       |

### 调查会
| 职位                               | 姓名     | 所属会派       |
| ---------------------------------- | -------- | -------------- |
| 關於外交、安全保障的調查會長       | 猪口邦子 | 自由民主党     |
| 關於國民生活、經濟及地方的調查會長 | 福山哲郎 | 立憲民主、社民 |
| 關於資源能源、永續社會的調查會長   | 宫泽洋一 | 自由民主党     |

### 憲法審查會
| 职位       | 姓名     | 所属会派   |
| ---------- | -------- | ---------- |
| 憲法審查長 | 長濱博行 | 立宪民主党 |

### 情報監視審查會
| 职位             | 姓名     | 所属会派   |
| ---------------- | -------- | ---------- |
| 情報監視審查會長 | 有村治子 | 自由民主党 |

### 政治倫理審查會
| 职位             | 姓名     | 所属会派   |
| ---------------- | -------- | ---------- |
| 政治倫理審查會長 | 松村祥史 | 自由民主党 |

## 众议院通过但被参议院否决的法案
过去共有13例（视作否决除外）众议院通过但被参议院否决的法案。但是也有许多法案在众议院获通过，但在参议院审议通过前就因故成为废案，或是在参议院通过修正案之后，众议院通过参议院版本修正案的实例。
另外，也有参议院审议通过修正案，但未再次获得众议院通过的废案，或者虽被参议院否决但仍成立为法律的实例。具体参见众议院的再议决。也曾有議案被參議院否決後，就解散眾議院，以诉求新民意支持，给予參議院压力。
| 参院全体会议 表决日        | 法案名                     | 同意 | 反对 | 票差 | 结果                                                                                            |
| -------------------------- | -------------------------- | ---- | ---- | ---- | ----------------------------------------------------------------------------------------------- |
| 1950年（昭和25年）5月1日   | 地方税法改正案             | 73   | 102  | 29   | 該法案在5月2日的两院协议会上未獲通過，成为废案                                                  |
| 1951年（昭和26年）3月29日  | 食糧管理法改正案           | 64   | 126  | 62   | 在两院协议会上未獲通過，成为废案                                                                |
| 1951年（昭和26年）6月2日   | 競艇法案                   | 65   | 95   | 30   | 6月5日在众院全体会议获三分之二以上赞成，以再表决方式成立                                        |
| 1954年（昭和29年）6月1日   | 协同组合金融事业关联法案   | 少数 | 多数 | 不明 | 经参议院的继续审议后被否决，成为废案                                                            |
| 1994年（平成6年）1月21日   | 政治改革关联法案           | 118  | 130  | 12   | 经1月29日两院协议会，修正案在众参两院全体会议获通过                                             |
| 2005年（平成17年）8月8日   | 邮政民营化关联法案         | 108  | 125  | 17   | 被否决当日，众院解散，成为废案 总选举中，赞成派获得全面胜利，再次提出的法案在10月14日获国会通过 |
| 2008年（平成20年）1月11日  | 补给支援特别措施法案       | 106  | 133  | 27   | 当天在众院全体会议获三分之二以上赞成，以再表决方式成立                                          |
| 2008年（平成20年）5月12日  | 道路整备费财源特例法改正案 | 108  | 126  | 18   | 次日，在众院全体会议获三分之二以上赞成，以再表决方式成立                                        |
| 2008年（平成20年）12月12日 | 补给支援特别措施法改正案   | 108  | 132  | 24   | 同日，在众院全体会议获三分之二以上赞成，以再表决方式成立                                        |
| 2009年（平成21年）3月3日   | 第二次补正预算财源法案     | 107  | 133  | 26   | 次日，在众院全体会议获三分之二以上赞成，以再表决方式成立                                        |
| 2009年（平成21年）6月19日  | 海盗行为处罚及应对法案     | 99   | 131  | 32   | 同日，在众院全体会议获三分之二以上赞成，以再表决方式成立                                        |
| 2009年（平成21年）3月3日   | 租税特別措置法改正案       | 99   | 131  | 32   | 同日，在众院全体会议获三分之二以上赞成，以再表决方式成立                                        |
| 2009年（平成21年）3月3日   | 年金改正法案               | 99   | 131  | 32   | 同日，在众院全体会议获三分之二以上赞成，以再表决方式成立                                        |

## 国会开幕式
国会开幕式时，天皇会在参议院全体会议大厅出席。这是因为这一大厅的前身为贵族院大厅，设有国会唯一的“天皇御座”之故。开幕式举行时，众议院议员也一并进入参议院会议大厅（人数过多时，一部分议员到第二层席位）。闭幕式由日本众议院议长主持。此外，开幕式并不一定在国会的首日进行，近年来多在第二天进行。
对于开幕式的惯例，日本共产党以“延续了旧帝国议会的封建仪式，违背了宪法精神”为由加以抵制，几乎该党派主要议员都会缺席天皇在场的开幕式。这一局面在2016年1月4日的通常国会开幕式改变，日本共产党委员长志位和夫等党干部代表共产党首次出席开幕式。志位在开幕式后的记者会上表示，“选择出席是正确的”。但也表示“设置一个至高王座，俯首聆听（天皇）致辞的形式，有悖于日本国宪法中的主权在民原则”。

## 评价及其他
参议院由于与政党政治保持距离，相對於眾議院較不受政治力影響，被称为“良识之府”（／）。另外，由于对于众议院先决的法案要进行再度审议，也经常被称为“再考之府”（／）。许多在野党与执政党争论激烈的法案也常在参议院成为废案。